# Yasuoka
Yasuoka (jap. 泰阜村 Yasuoka-mura) – wieś w Japonii, na wyspie Honsiu, w prefekturze Nagano. Według danych na rok 2020 miejscowość zamieszkiwało 1 542 mieszkańców , a gęstość zaludnienia wyniosła 12,6 os./km².